# Docks rémois
Les Docks rémois sont une entreprise de Reims créée en 1887 pour approvisionner des commerces de détail, sous forme de succursales multiples appelées Familistère.

## Histoire
D'abord installés à l'angle du Boulevard Louis-Roederer et de la rue Chaix-d'Est-Ange, et des entrepôts au 139 de la Rue de Neufchâtel à Reims, ils déménagent rue Léon Faucher à Bétheny en 1906-1907. Ils reprennent les succursales Familistère-Rémois qu'apportent les associés Quentin et Georget. En 1900 ils s'agrandissent en acquérant des entrepôts rue Gosset et rue du Champ-de-Mars. En 1905 ils achètent plus de 9 hectares au Petit-Bétheny.
Il s'agit d'entrepôts commerciaux et de lieux de transformation alimentaire (chocolat, café, alcools). Ils avaient quatre cent trente et une succursales en 1907, numéro qu'elles portaient sur leur enseigne. Avant la déclaration de la guerre ils comptaient 869 succursales dans quatorze départements. À la veille de la Première Guerre mondiale, leur chiffre d'affaires était de 75 millions de Francs, mais leurs entrepôts furent détruits pendant la guerre, puis rouverts vers 1920. Ils ont employé jusqu'à 6 000 personnes dans les années 1970. Les Docks rémois ont cessé leur activité vers 1980.

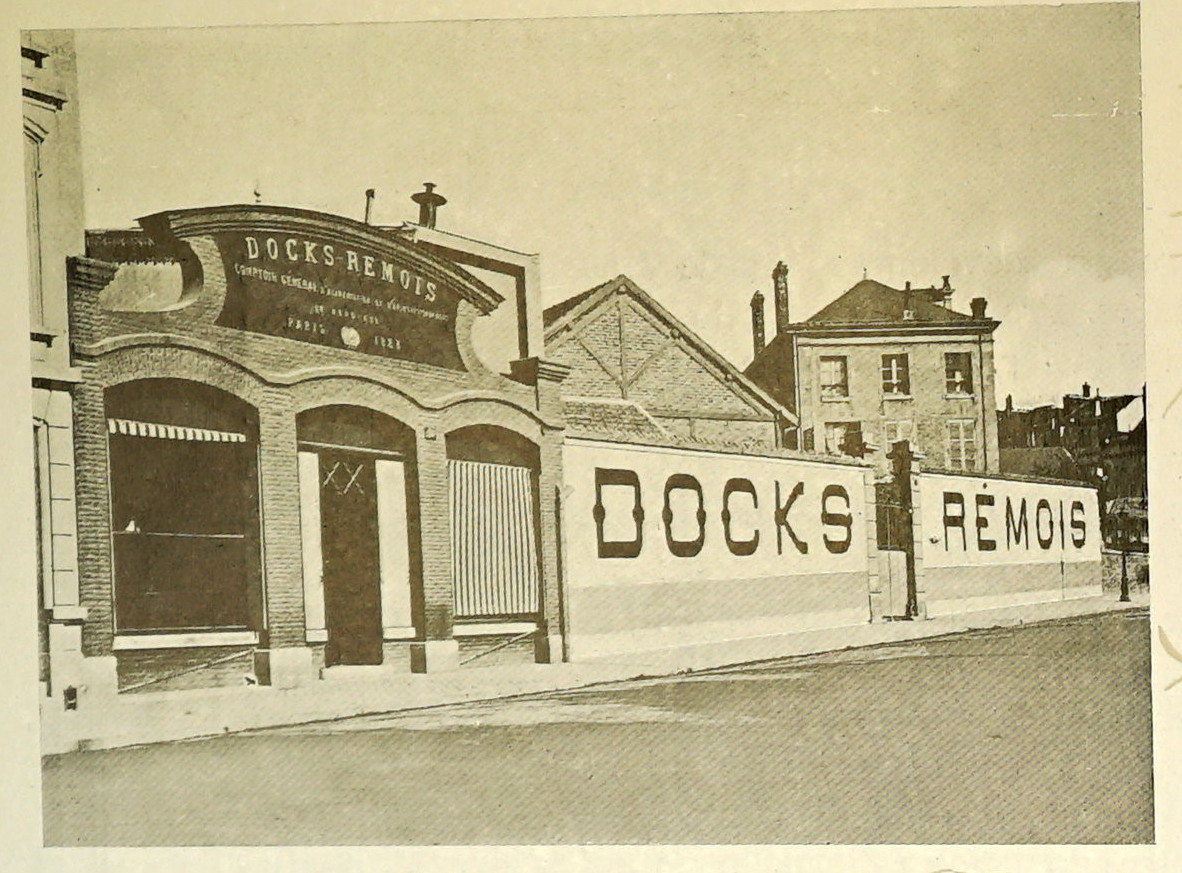
Premiers bâtiments,
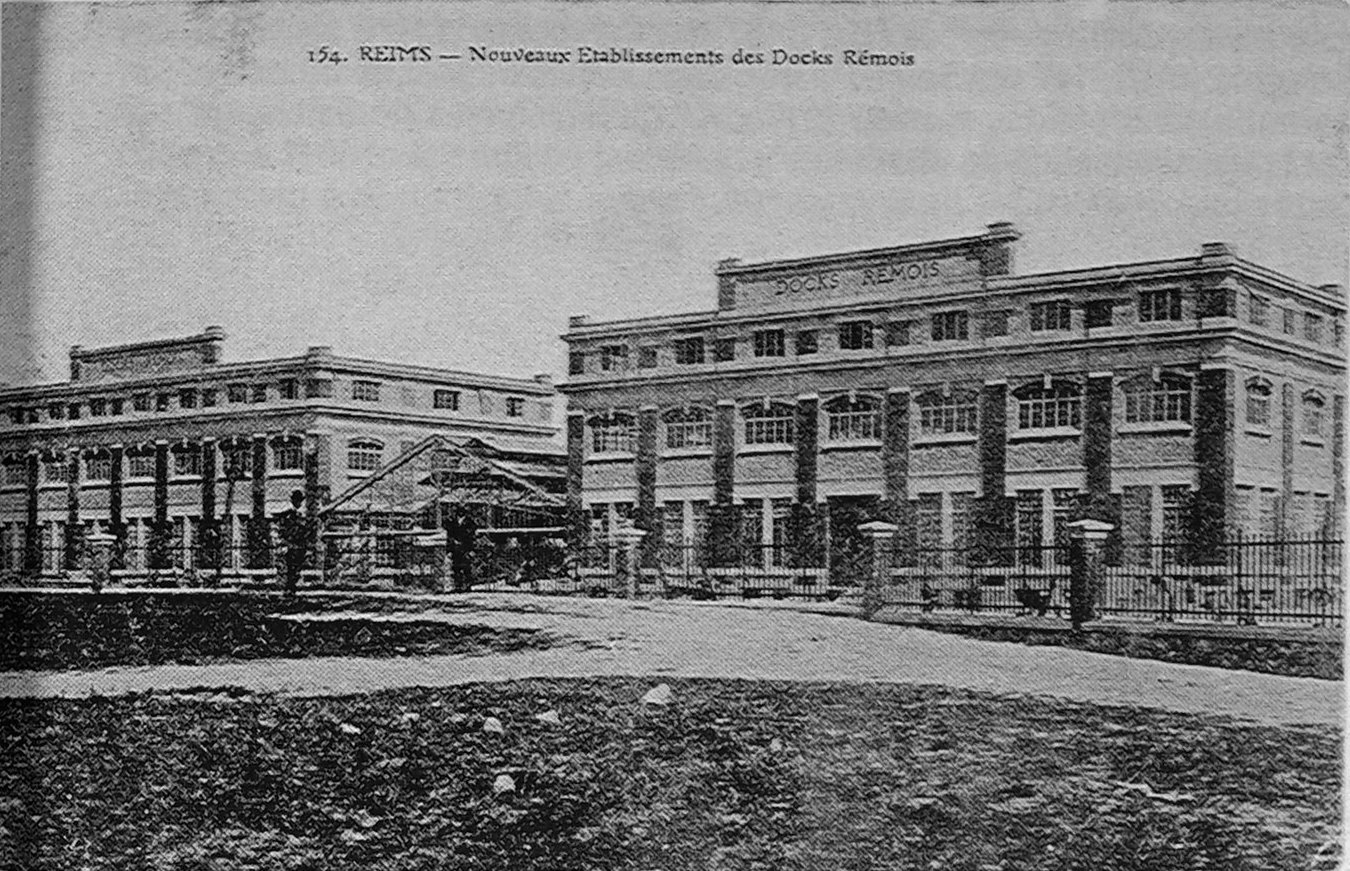
Usine à Bétheny,
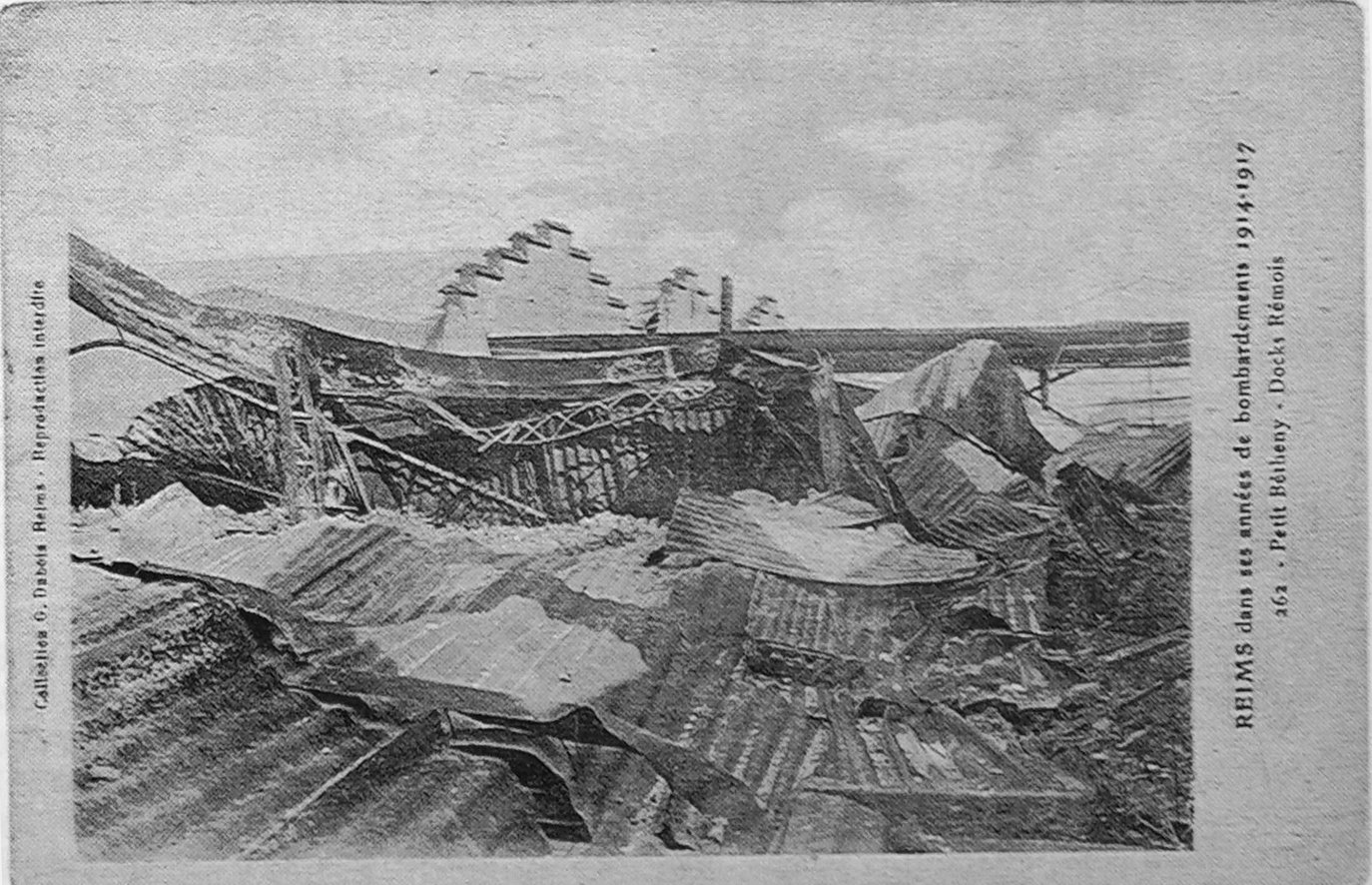
Au sortir de la Grande guerre,
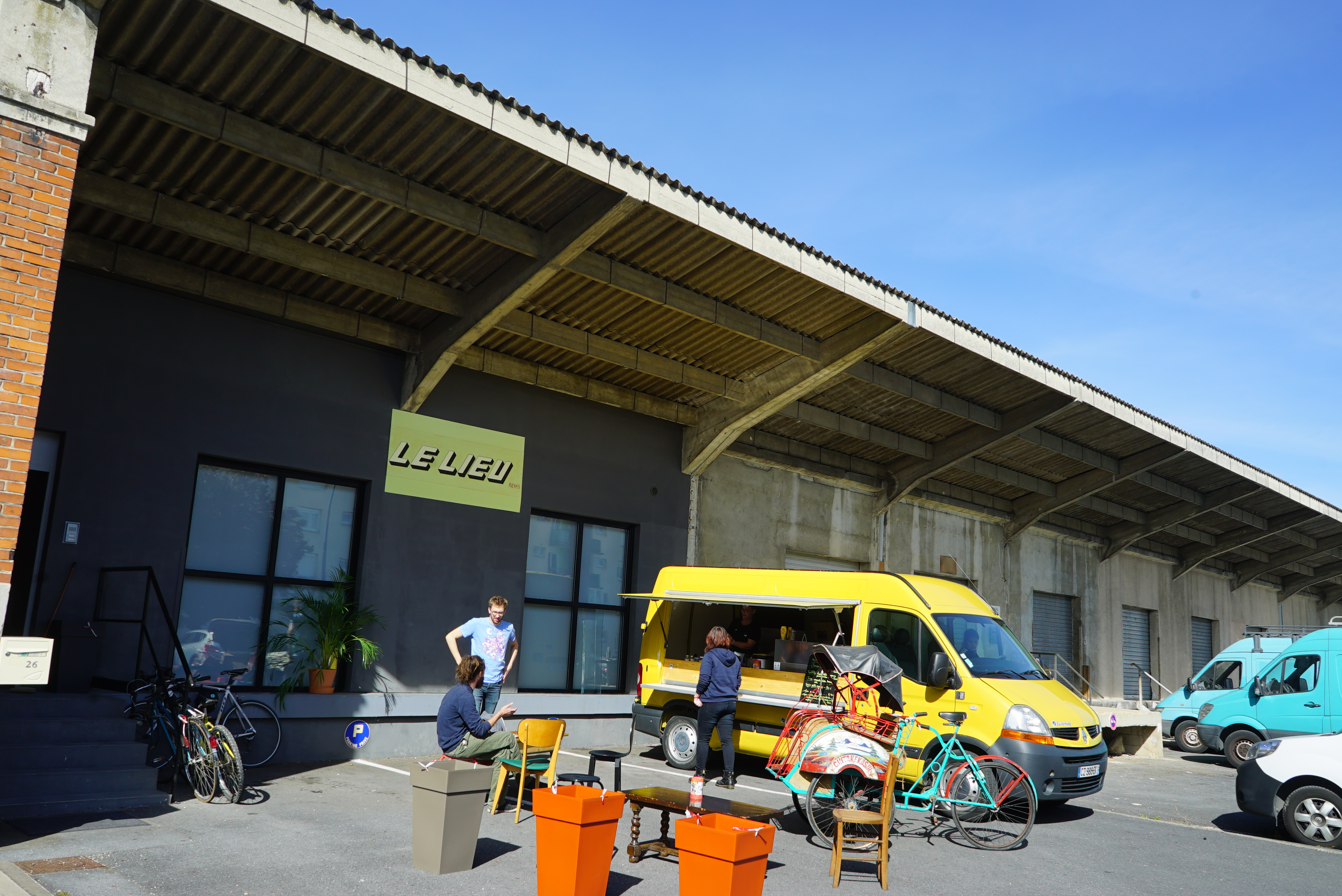
Actuellement.

## Personnalités liées aux Docks rémois
- Charles Théron (1878-1959), administrateur des Docks Rémois,
- Édouard Mignot (1867-1949), administrateur des Docks Rémois,
- Paul Pigeon (1862-1920), administrateur des Docks Rémois,
- Alexandre Georget (1886-1971), administrateur des Docks Rémois.